# فلورنسیا (کاوکا)
فلورنسیا (انگلیسی: Florencia, Cauca) یک منطقه مسکونی در کلمبیا است.